# Elezioni generali in Bosnia ed Erzegovina del 2022
Le elezioni generali in Bosnia ed Erzegovina del 2022 si sono svolte il 2 ottobre per eleggere i tre membri (bosgnacco, croato e serbo) che, secondo gli Accordi di Dayton, detengono congiuntamente la Presidenza della Bosnia ed Erzegovina, e la camera bassa dell’Assemblea parlamentare della Bosnia ed Erzegovina, ovvero la Camera dei Rappresentanti.
Oltre alle elezioni statali, sono stati rinnovati anche gli organi della Federazione di Bosnia ed Erzegovina (sia dell’entità federata che dei cantoni al suo interno) e della Repubblica Serba di Bosnia ed Erzegovina.
Le elezioni per la Camera dei Rappresentanti sono state divise in due: una per la Federazione di Bosnia ed Erzegovina ed un’altra per la Repubblica Serba di Bosnia ed Erzegovina; mentre, nelle elezioni presidenziali, gli elettori della Federazione hanno eletto il bosgnacco Denis Bećirović e rieletto il croato Željko Komšić, mentre gli elettori della Republika Srpska hanno eletto la serba Željka Cvijanović.

## Sistema elettorale

### Presidenziali
I tre membri della Presidenza sono eletti con un sistema elettorale maggioritario secco (anche conosciuto con l’anglicismo "First-past-the-post"): essenzialmente, il candidato che ottiene il maggior numero di voti, indipendentemente dal raggiungimento della maggioranza complessiva dei votanti, viene eletto. 
Nella Republika Srpska gli elettori eleggono solo il rappresentante serbo, mentre nella Federazione di Bosnia ed Erzegovina gli elettori eleggono sia il membro bosgnacco che quello croato; tuttavia gli elettori, in questa entità federata, possono votare solo per il candidato bosgnacco o per quello croato, non potendo votare in entrambe le elezioni.

### Parlamentari
I 42 membri della Camera dei Rappresentanti sono eletti tramite un sistema proporzionale a liste aperte in due circoscrizioni, una comprendente l’intera Federazione di Bosnia ed Erzegovina ed un’altra comprendente tutta la Republika Srpska. Queste due circoscrizioni sono successivamente suddivise in otto collegi elettorali.

## Affluenza

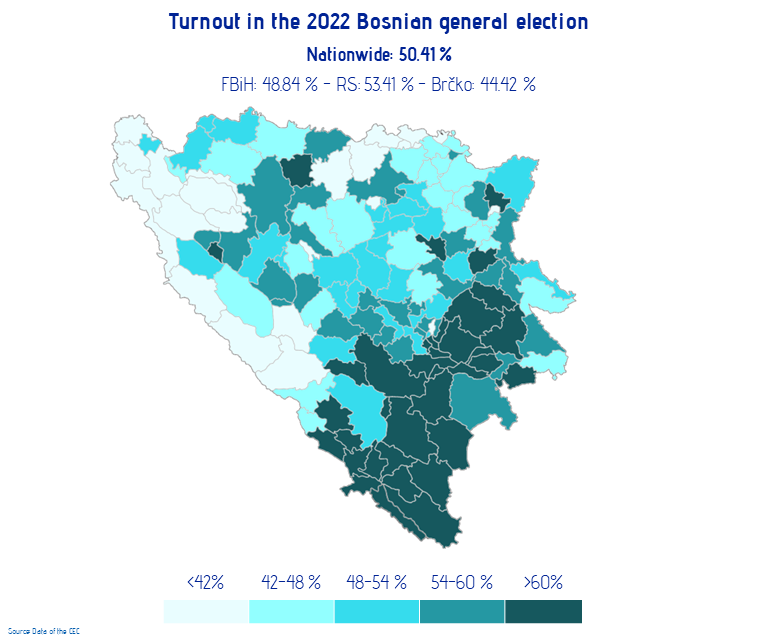
Affluenza per municipalità

L’Autorità elettorale centrale ha annunciato l'affluenza due volte durante il giorno delle elezioni: l'affluenza delle 11:00 alle 12:00 e l'affluenza delle 15:00 alle 17:00.
| Entità                                   | 11:00 | 15:00 | 19:00 |
| ---------------------------------------- | ----- | ----- | ----- |
| Federazione di Bosnia ed Erzegovina      | 13,76 | 33,62 | 48,84 |
| Repubblica Serba di Bosnia ed Erzegovina | 17,48 | 39,01 | 53,41 |
| Distretto di Brčko                       | 13,30 | 30,22 | 44,42 |
| Bosnia ed Erzegovina                     | 15,10 | 35,51 | 50,41 |

## Risultati nazionali

### Presidenziali

#### Comunità bosgnacca
| Candidati         | Partiti                                           | Voti    | %     |
| ----------------- | ------------------------------------------------- | ------- | ----- |
| Denis Bećirović   | Partito Socialdemocratico di Bosnia ed Erzegovina | 330 238 | 57,37 |
| Bakir Izetbegović | Partito d'Azione Democratica                      | 214 412 | 37,25 |
| Mirsad Hadžikadić | Piattaforma per il Progresso                      | 30 968  | 5,38  |
| Totale            | Totale                                            | 575 618 | 100   |

| Denis Bećirović   |  | 57,37% |
| Bakir Izetbegović |  | 37,25% |
| Mirsad Hadžikadić |  | 5,38%  |

#### Comunità croata
| Candidati      | Partiti                                           | Voti    | %     |
| -------------- | ------------------------------------------------- | ------- | ----- |
| Željko Komšić  | Fronte Democratico                                | 227 540 | 55,80 |
| Borjana Krišto | Unione Democratica Croata di Bosnia ed Erzegovina | 180 255 | 44,20 |
| Totale         | Totale                                            | 407 795 | 100   |

| Željko Komšić  |  | 55,80% |
| Borjana Krišto |  | 44,20% |

NOTA: Poiché per entrambe le elezioni (sia quella per il membro bosgnacco che per quello croato) sono chiamati a votare tutti i cittadini della Federazione di Bosnia ed Erzegovina e del Distretto di Brčko di etnia bosgnacca o croata, ma solo per una delle due elezioni a scelta, i valori di entrambe le elezioni su partecipazione, elettori, votanti, schede valide, schede bianche e schede nulle - rigettate, seppur differenti, sono unificati e, per questo sfalsati. Di seguito, è esposto un prospetto riassuntivo, compilato con i dati unificati:
| Elettori  | Votanti   | Schede valide | Schede bianche | Schede nulle |
| --------- | --------- | ------------- | -------------- | ------------ |
| 2.083.625 | 1.056.149 | 983.413       | 43.655         | 29.081       |

#### Comunità serba
| Željka Cvijanović | Alleanza dei Socialdemocratici Indipendenti | 327 720   | 51,65 |  |  |  |  |  |
| Mirko Šarović     | Partito Democratico Serbo                   | 224 912   | 35,45 |  |  |  |  |  |
| Vojin Mijatović   | Partito Socialdemocratico                   | 38 655    | 6,09  |  |  |  |  |  |
| Nenad Nešić       | Alleanza Popolare Democratica               | 34 955    | 5,51  |  |  |  |  |  |
| Borislav Bijelić  | Partito della Vita                          | 8 278     | 1,30  |  |  |  |  |  |
| Totale            | Totale                                      | 634 520   | 100   |  |  |  |  |  |
|                   |                                             |           |       |  |  |  |  |  |
| Schede bianche    | Schede bianche                              | 24 716    | 3,65  |  |  |  |  |  |
| Schede nulle      | Schede nulle                                | 17 821    | 2,63  |  |  |  |  |  |
| Votanti           | Votanti                                     | 677 057   | 53,42 |  |  |  |  |  |
| Elettori          | Elettori                                    | 1 267 502 |       |  |  |  |  |  |

| Željka Cvijanović |  | 51,65% |
| Mirko Šarović     |  | 35,45% |
| Vojin Mijatović   |  | 6,09%  |
| Nenad Nešić       |  | 5,51%  |
| Borislav Bijelić  |  | 1,30%  |

NOTA: I dati sono uniti, limitatamente a chi ha votato per il membro serbo della Presidenza, a quelli del Distretto di Brčko, in quanto distretto speciale multi-etnico, i cui cittadini possono, scegliendo una sola elezione, sia votare sia per il membro serbo che per quello croato o bosniaco.

### Parlamentari

#### Camera dei Rappresentanti (nazionale)
| Liste                                                      | F. BiH    | F. BiH | F. BiH | R. Srpska | R. Srpska | R. Srpska | Totale    | Totale | Totale |
| Liste                                                      | Voti      | %      | Seggi  | Voti      | %         | Seggi     | Voti      | %      | Seggi  |
| ---------------------------------------------------------- | --------- | ------ | ------ | --------- | --------- | --------- | --------- | ------ | ------ |
| Partito d'Azione Democratica                               | 243.415   | 25,17  | 8      | 30.132    | 4,85      | 1         | 273.545   | 17,23  | 9      |
| Alleanza dei Socialdemocratici Indipendenti                | 4.006     | 0,41   | 0      | 255.515   | 41,15     | 6         | 259.521   | 16,34  | 6      |
| HDZ - HSS - HKDU - HSP AS - HSP H-B                        | 137.340   | 14,20  | 4      | 1.678     | 0,27      | 0         | 139.018   | 8,75   | 4      |
| Partito Socialdemocratico di Bosnia ed Erzegovina          | 129.500   | 13,39  | 5      | N.D.      | N.D.      | N.D.      | 129.499   | 8,15   | 5      |
| SDS - NDP - NS - SRS                                       | N.D.      | N.D.   | N.D.   | 112.250   | 18,08     | 2         | 112.250   | 7,07   | 2      |
| Fronte Democratico - GS                                    | 101.715   | 10,52  | 3      | N.D.      | N.D.      | N.D.      | 101.713   | 6,41   | 3      |
| Popolo e Giustizia                                         | 79.555    | 8,23   | 3      | N.D.      | N.D.      | N.D.      | 79.555    | 5,01   | 3      |
| Partito del Progresso Democratico                          | 466       | 0,05   | 0      | 73.023    | 11,76     | 2         | 73.489    | 4,63   | 2      |
| Naša Stranka                                               | 49.481    | 5,12   | 2      | N.D.      | N.D.      | N.D.      | 49.481    | 3,12   | 2      |
| NES                                                        | 47.157    | 4,88   | 2      | N.D.      | N.D.      | N.D.      | 47.157    | 2,97   | 2      |
| Per la Giustizia e l’Ordine                                | N.D.      | N.D.   | N.D.   | 32.982    | 5,31      | 1         | 32.982    | 2,08   | 1      |
| Unione Democratica                                         | N.D.      | N.D.   | N.D.   | 30.591    | 4,93      | 1         | 30.591    | 1,93   | 1      |
| Partito per la Bosnia ed Erzegovina                        | 26.480    | 2,74   | 0      | N.D.      | N.D.      | N.D.      | 26.480    | 1,67   | -      |
| HDZ 1990 - HSP BIH                                         | 25.246    | 2,61   | 0      | 445       | 0,07      | 0         | 25.691    | 1,62   | -      |
| PzP - NB                                                   | 19.825    | 2,05   | 0      | 5.184     | 0,83      | 0         | 25.007    | 1,57   | -      |
| Alleanza per un Futuro Migliore della Bosnia ed Erzegovina | 23.102    | 2,39   | 0      | 1.685     | 0,27      | 0         | 24.786    | 1,56   | -      |
| Srpska Unita                                               | 374       | 0,04   | 0      | 24.313    | 3,92      | 1         | 24.687    | 1,55   | 1      |
| Partito Socialista                                         | N.D.      | N.D.   | N.D.   | 23.018    | 3,71      | 0         | 23.018    | 1,45   | -      |
| Alleanza Popolare Democratica                              | 188       | 0,02   | 0      | 21.644    | 3,49      | 0         | 21.832    | 1,37   | -      |
| Iniziativa Bosniaco-erzegovese                             | 18.697    | 1,93   | 1      | 1.562     | 0,25      | 0         | 20.259    | 1,28   | 1      |
| Partito Bosniaco                                           | 17.722    | 1,83   | 0      | N.D.      | N.D.      | N.D.      | 17.721    | 1,12   | -      |
| Movimento d'Azione Democratica                             | 14.889    | 1,54   | 0      | N.D.      | N.D.      | N.D.      | 14.889    | 0,94   | -      |
| Social Democratici                                         | 9.928     | 1,03   | 0      | 1.903     | 0,31      | 0         | 11.831    | 0,75   | -      |
| Partito Repubblicano Croato                                | 11.231    | 1,16   | 0      | N.D.      | N.D.      | N.D.      | 11.231    | 0,75   | -      |
| Partito Laburista della Bosnia-Erzegovina                  | 3.727     | 0,39   | 0      | N.D.      | N.D.      | N.D.      | 3.727     | 0,23   | -      |
| Verdi della Bosnia ed Erzegovina                           | 1.765     | 0,18   | 0      | 1.629     | 0,26      | 0         | 3.394     | 0,21   | -      |
| Partito della Vita                                         | N.D.      | N.D.   | N.D.   | 1.840     | 0,30      | 0         | 1.840     | 0,12   | -      |
| Alleanza per una Nuova Politica                            | 403       | 0,04   | 0      | 303       | 0,05      | 0         | 706       | 0,04   | -      |
| L’Ala Sinistra                                             | 171       | 0,02   | 0      | 374       | 0,06      | 0         | 545       | 0,03   | -      |
| SMS                                                        | 224       | 0,02   | 0      | 306       | 0,05      | 0         | 530       | 0,03   | -      |
| Ri-Bilancio                                                | 163       | 0,02   | 0      | 340       | 0,05      | 0         | 503       | 0,03   | -      |
| Cerchio                                                    | 104       | 0,01   | 0      | 259       | 0,04      | 0         | 363       | 0,02   | -      |
| Partito Patriottico di Bosnia ed Erzegovina                | 158       | 0,02   | 0      | N.D.      | N.D.      | N.D.      | 158       | 0,01   | -      |
| Totale dei voti validi                                     | 967.032   | 91,56  | 28     | 620.976   | 91,71     | 14        | 1.587.999 | 91,62  | 42     |
| Schede bianche - nulle - rigettate                         | 89.162    | 8,44   |        | 56.119    | 8,29      |           | 145.261   | 8,38   |        |
| Totale dei voti                                            | 1.056.194 | 100    |        | 677.095   | 100       |           | 1.733.260 | 100    |        |

| Riepilogo dei seggi | Riepilogo dei seggi | Riepilogo dei seggi | Riepilogo dei seggi | Riepilogo dei seggi | Riepilogo dei seggi | Riepilogo dei seggi |
| ------------------- | ------------------- | ------------------- | ------------------- | ------------------- | ------------------- | ------------------- |
|                     |                     |                     |                     |                     |                     |                     |
| SDP                 | 5                   |                     |                     | NS/HC               | 2                   |                     |
| DF                  | 3                   |                     |                     | BHI                 | 1                   |                     |
| FJO                 | 1                   |                     |                     | DEMOS               | 1                   |                     |
| RS-ПДП              | 2                   |                     |                     | NiP                 | 3                   |                     |
| NES                 | 2                   |                     |                     | СДС                 | 2                   |                     |
| HDZ                 | 4                   |                     |                     | SNSD-СНСД           | 6                   |                     |
| SDA                 | 9                   |                     |                     | US-YC               | 1                   |                     |

#### Camera dei Popoli
Per la Camera dei Popoli è prevista un'elezione di secondo grado: i suoi membri sono eletti dalle assemblee legislative della Federazione di Bosnia ed Erzegovina e della Repubblica Serba di Bosnia ed Erzegovina.

## Elezioni nella Federazione di Bosnia ed Erzegovina

### Parlamentari

#### Camera dei rappresentanti (Federazione di Bosnia ed Erzegovina)
| Liste                                                      | Voti      | %     | Seggi |
| ---------------------------------------------------------- | --------- | ----- | ----- |
| Partito d'Azione Democratica                               | 238.116   | 24,40 | 26    |
| Partito Socialdemocratico di Bosnia ed Erzegovina          | 131.328   | 13,46 | 15    |
| HDZ - HSS - HKDU - HSP AS - HSP H-B                        | 130.566   | 13,38 | 15    |
| Fronte Democratico - GS                                    | 107.736   | 11,04 | 12    |
| Popolo e Giustizia                                         | 67.191    | 6,88  | 7     |
| Naša Stranka                                               | 50.820    | 5,21  | 6     |
| NES                                                        | 42.324    | 4,34  | 5     |
| Partito per la Bosnia ed Erzegovina                        | 36.465    | 3,74  | 4     |
| Alleanza per un Futuro Migliore della Bosnia ed Erzegovina | 27.600    | 2,83  | -     |
| HDZ 1990 - HSP BIH                                         | 26.518    | 2,72  | 3     |
| Movimento d'Azione Democratica                             | 18.312    | 1,88  | 1     |
| Iniziativa Bosniaco-erzegovese                             | 18.150    | 1,86  | 1     |
| Coalizione dello stato (PzP - NB)                          | 15.089    | 1,55  | -     |
| Partito Bosniaco                                           | 13.576    | 1,39  | -     |
| Partito Repubblicano Croato                                | 13.049    | 1,34  | 1     |
| Social Democratici                                         | 11.641    | 1,19  | -     |
| Cambiamento Nazionale Croato                               | 5.351     | 0,55  | 1     |
| Per le nuove generazioni                                   | 5.333     | 0,55  | -     |
| POMAK                                                      | 4.465     | 0,46  | 1     |
| Partito Laburista di Bosnia ed Erzegovina                  | 3.808     | 0,39  | -     |
| Alleanza dei Socialdemocratici Indipendenti                | 3.133     | 0,32  | -     |
| Partito Patriottico di Bosnia ed Erzegovina                | 2.292     | 0,23  | -     |
| Partito Liberale                                           | 899       | 0,09  | -     |
| Partito Popolare del Lavoro per il Progresso               | 850       | 0,09  | -     |
| Coalizione per l'uomo (DNZBiH - DNS)                       | 746       | 0,08  | -     |
| Verdi della Bosnia ed Erzegovina                           | 597       | 0,06  | -     |
| Totale dei voti validi                                     | 975.955   | 92,42 | 98    |
| Schede bianche - nulle - rigettate                         | 80.021    | 7,58  |       |
| Totale dei voti                                            | 1.055.976 | 100   |       |

| Riepilogo dei seggi | Riepilogo dei seggi | Riepilogo dei seggi | Riepilogo dei seggi | Riepilogo dei seggi | Riepilogo dei seggi | Riepilogo dei seggi |
| ------------------- | ------------------- | ------------------- | ------------------- | ------------------- | ------------------- | ------------------- |
|                     |                     |                     |                     |                     |                     |                     |
| SDP                 | 15                  |                     |                     | NS                  | 6                   |                     |
| DF                  | 12                  |                     |                     | BHI                 | 1                   |                     |
| HNP                 | 1                   |                     |                     | SZBiH               | 4                   |                     |
| POMAK               | 1                   |                     |                     | PDA                 | 1                   |                     |
| NiP                 | 7                   |                     |                     | NES                 | 5                   |                     |
| HRS                 | 1                   |                     |                     | HDZ                 | 15                  |                     |
| HDZ1990             | 3                   |                     |                     | SDA                 | 26                  |                     |

#### Camera dei popoli (Federazione di Bosnia ed Erzegovina)
È prevista un'elezione indiretta: i membri sono eletti dalle assemblee legislative cantonali.

### Elezioni cantonali
Le elezioni delle assemblee legislative cantonali hanno luogo in ciascuno dei 10 cantoni della Federazione di Bosnia ed Erzegovina.
 Cantone dell'Una-Sana
| Liste                                                      | Voti   | %     | Seggi |
| ---------------------------------------------------------- | ------ | ----- | ----- |
| Partito d'Azione Democratica                               | 22.938 | 25,39 | 8     |
| NES                                                        | 21.732 | 24,05 | 8     |
| Partito Socialdemocratico di Bosnia ed Erzegovina          | 9.367  | 10,37 | 3     |
| Fronte Democratico - GS                                    | 7.871  | 8,71  | 3     |
| POMAK                                                      | 7.864  | 8,70  | 3     |
| Popolo e Giustizia                                         | 4.298  | 4,76  | 2     |
| Partito Laburista di Bosnia ed Erzegovina                  | 3.888  | 4,30  | 1     |
| Partito per la Bosnia ed Erzegovina                        | 3.249  | 3,60  | 1     |
| Naša Stranka                                               | 2.890  | 3,20  | 1     |
| Alleanza per un Futuro Migliore della Bosnia ed Erzegovina | 1.648  | 1,82  | -     |
| Coalizione dello stato (PzP - NB)                          | 1.611  | 1,78  | -     |
| Coalizione per l'uomo (DNZBiH - DNS)                       | 930    | 1,03  | -     |
| Altri (<1%)                                                | 2.063  | 2,28  | -     |
| Totale dei voti validi                                     | 90.346 | 90,89 | 30    |
| Schede bianche - nulle - rigettate                         | 9.059  | 9,11  |       |
| Totale dei voti                                            | 99.405 | 100   |       |

| Riepilogo dei seggi | Riepilogo dei seggi | Riepilogo dei seggi | Riepilogo dei seggi | Riepilogo dei seggi | Riepilogo dei seggi | Riepilogo dei seggi |
| ------------------- | ------------------- | ------------------- | ------------------- | ------------------- | ------------------- | ------------------- |
|                     |                     |                     |                     |                     |                     |                     |
| SDP                 | 3                   |                     |                     | NS                  | 1                   |                     |
| LS BiH              | 1                   |                     |                     | DF                  | 3                   |                     |
| POMAK               | 3                   |                     |                     | SZBiH               | 1                   |                     |
| NiP                 | 2                   |                     |                     | NES                 | 8                   |                     |
| SDA                 | 8                   |                     |                     |                     |                     |                     |

 Cantone della Posavina
| Liste                                                      | Voti   | %     | Seggi |
| ---------------------------------------------------------- | ------ | ----- | ----- |
| Unione Democratica Croata di Bosnia ed Erzegovina          | 7.699  | 52,71 | 12    |
| Partito d'Azione Democratica                               | 1.625  | 11,13 | 3     |
| HDZ 1990                                                   | 1.135  | 7,77  | 2     |
| Partito Socialdemocratico di Bosnia ed Erzegovina          | 927    | 6,35  | 1     |
| Partito Repubblicano Croato                                | 558    | 3,82  | 1     |
| Indipendenti                                               | 516    | 3,53  | 1     |
| Movimento d'Azione Democratica                             | 502    | 3,44  | 1     |
| Partito della Posavina                                     | 391    | 2,68  | -     |
| HSP BIH                                                    | 366    | 2,51  | -     |
| Alleanza dei Socialdemocratici Indipendenti                | 309    | 2,12  | -     |
| HSP HB                                                     | 251    | 1,72  | -     |
| Alleanza per un Futuro Migliore della Bosnia ed Erzegovina | 248    | 1,70  | -     |
| Partito Bosniaco                                           | 67     | 0,46  | -     |
| HSS                                                        | 11     | 0.08  | -     |
| Totale dei voti validi                                     | 14.605 | 93,75 | 21    |
| Schede bianche - nulle - rigettate                         | 974    | 6,25  |       |
| Totale dei voti                                            | 15.579 | 100   |       |

| Riepilogo dei seggi | Riepilogo dei seggi | Riepilogo dei seggi | Riepilogo dei seggi | Riepilogo dei seggi | Riepilogo dei seggi | Riepilogo dei seggi |
| ------------------- | ------------------- | ------------------- | ------------------- | ------------------- | ------------------- | ------------------- |
|                     |                     |                     |                     |                     |                     |                     |
| SDP                 | 1                   |                     |                     | PDA                 | 1                   |                     |
| Ind.                | 1                   |                     |                     | HRS                 | 1                   |                     |
| HDZ                 | 12                  |                     |                     | HDZ1990             | 2                   |                     |
| SDA                 | 3                   |                     |                     |                     |                     |                     |

 Cantone di Tuzla
| Liste                                                      | Voti    | %     | Seggi |
| ---------------------------------------------------------- | ------- | ----- | ----- |
| Partito d'Azione Democratica                               | 60.559  | 30,20 | 13    |
| Partito Socialdemocratico di Bosnia ed Erzegovina          | 37.156  | 18,53 | 8     |
| Fronte Democratico - GS                                    | 20.705  | 10,32 | 4     |
| Movimento d'Azione Democratica                             | 16.102  | 8,03  | 3     |
| Partito per la Bosnia ed Erzegovina                        | 10.755  | 5,36  | 2     |
| Popolo e Giustizia                                         | 10.606  | 5,29  | 2     |
| Social Democratici                                         | 8.002   | 3,99  | 2     |
| Naša Stranka                                               | 7.062   | 3,52  | 1     |
| Alleanza per un Futuro Migliore della Bosnia ed Erzegovina | 5.063   | 2,52  | -     |
| NES                                                        | 4.787   | 2,39  | -     |
| Piattaforma per il Progresso                               | 4.729   | 2,36  | -     |
| Partito Bosniaco                                           | 4.693   | 2,34  | -     |
| Coalizione Verdi della BiH - Voce del Popolo               | 4.310   | 2,15  | -     |
| HDZ - HSS - HKDU - HSP AS - HSP H-B                        | 3.520   | 1,76  | -     |
| Altri (<1%)                                                | 2.484   | 1,24  | -     |
| Totale dei voti validi                                     | 200.533 | 92,91 | 35    |
| Schede bianche - nulle - rigettate                         | 15.298  | 7,09  |       |
| Totale dei voti                                            | 215.831 | 100   |       |

| Riepilogo dei seggi | Riepilogo dei seggi | Riepilogo dei seggi | Riepilogo dei seggi | Riepilogo dei seggi | Riepilogo dei seggi | Riepilogo dei seggi |
| ------------------- | ------------------- | ------------------- | ------------------- | ------------------- | ------------------- | ------------------- |
|                     |                     |                     |                     |                     |                     |                     |
| SD BiH              | 2                   |                     |                     | SDP                 | 8                   |                     |
| NS                  | 1                   |                     |                     | DF                  | 4                   |                     |
| SBiH                | 2                   |                     |                     | PDA                 | 3                   |                     |
| NiP                 | 2                   |                     |                     | SDA                 | 13                  |                     |

 Cantone di Zenica-Doboj
| Liste                                                      | Voti    | %     | Seggi |
| ---------------------------------------------------------- | ------- | ----- | ----- |
| Partito d'Azione Democratica                               | 45.832  | 29,23 | 11    |
| Iniziativa Bosniaco-erzegovese                             | 23.006  | 14,67 | 5     |
| Partito Socialdemocratico di Bosnia ed Erzegovina          | 20.095  | 12,82 | 5     |
| Fronte Democratico - GS                                    | 14.129  | 9,01  | 3     |
| Popolo e Giustizia                                         | 11.318  | 7,22  | 3     |
| HDZ - HSS - HKDU - HSP AS - HSP H-B                        | 10.965  | 6,99  | 3     |
| NES                                                        | 9.328   | 5,95  | 2     |
| Alleanza per un Futuro Migliore della Bosnia ed Erzegovina | 6.545   | 4,17  | 2     |
| Naša Stranka                                               | 4.952   | 3,16  | 1     |
| Partito per la Bosnia ed Erzegovina                        | 4.014   | 2,56  | -     |
| Coalizione dello stato (PzP - NB)                          | 3.335   | 2,13  | -     |
| Altri (<1%)                                                | 3.273   | 2,09  | -     |
| Totale dei voti validi                                     | 156.792 | 93,17 | 35    |
| Schede bianche - nulle - rigettate                         | 11.487  | 6,83  |       |
| Totale dei voti                                            | 168.279 | 100   |       |

| Riepilogo dei seggi | Riepilogo dei seggi | Riepilogo dei seggi | Riepilogo dei seggi | Riepilogo dei seggi | Riepilogo dei seggi | Riepilogo dei seggi |
| ------------------- | ------------------- | ------------------- | ------------------- | ------------------- | ------------------- | ------------------- |
|                     |                     |                     |                     |                     |                     |                     |
| SDP                 | 5                   |                     |                     | BHI                 | 5                   |                     |
| NS                  | 1                   |                     |                     | DF                  | 3                   |                     |
| NiP                 | 3                   |                     |                     | SBB BiH             | 2                   |                     |
| NES                 | 2                   |                     |                     | HDZ                 | 3                   |                     |
| SDA                 | 11                  |                     |                     |                     |                     |                     |

 Cantone del Podrinje bosniaco e Goražde
| Liste                                                      | Voti   | %     | Seggi |
| ---------------------------------------------------------- | ------ | ----- | ----- |
| Partito d'Azione Democratica                               | 2.128  | 15,16 | 5     |
| Popolo e Giustizia                                         | 1.444  | 10,28 | 3     |
| Nuovo Inizio                                               | 1.424  | 10,14 | 3     |
| Partito Socialdemocratico di Bosnia ed Erzegovina          | 1.136  | 8,09  | 2     |
| Partito per la Bosnia ed Erzegovina                        | 1.092  | 7,78  | 2     |
| Nuova Iniziativa Politica                                  | 917    | 6,53  | 2     |
| NES                                                        | 914    | 6,51  | 2     |
| Lista Civica Indipendente                                  | 660    | 4,70  | 1     |
| Partito Popolare Bosniaco                                  | 652    | 4,64  | 1     |
| Democratici Bosniaco-erzegovesi                            | 620    | 4,42  | 1     |
| Fronte Democratico - GS                                    | 593    | 4,22  | 1     |
| Partito Liberale                                           | 568    | 4,05  | 1     |
| Alleanza per un Futuro Migliore della Bosnia ed Erzegovina | 521    | 3,71  | 1     |
| Partito Repubblicano                                       | 407    | 2,90  | -     |
| Naša Stranka                                               | 357    | 2,54  | -     |
| Coalizione dello stato (PzP - NB)                          | 356    | 2,54  | -     |
| Lavorare per il meglio di Goražde                          | 215    | 1,53  | -     |
| Partito Bosniaco                                           | 22     | 0.16  | -     |
| Iniziativa Bosniaco-erzegovese                             | 15     | 0,11  | -     |
| Totale dei voti validi                                     | 14.041 | 94,98 | 25    |
| Schede bianche - nulle - rigettate                         | 742    | 5,02  |       |
| Totale dei voti                                            | 14.783 | 100   |       |

| Riepilogo dei seggi | Riepilogo dei seggi | Riepilogo dei seggi | Riepilogo dei seggi | Riepilogo dei seggi | Riepilogo dei seggi | Riepilogo dei seggi |
| ------------------- | ------------------- | ------------------- | ------------------- | ------------------- | ------------------- | ------------------- |
|                     |                     |                     |                     |                     |                     |                     |
| SDP                 | 2                   |                     |                     | DF                  | 1                   |                     |
| NP                  | 3                   |                     |                     | NPI                 | 2                   |                     |
| NGL                 | 1                   |                     |                     | BNS                 | 1                   |                     |
| BHD                 | 1                   |                     |                     | LS BiH              | 1                   |                     |
| SBiH                | 2                   |                     |                     | SBB BiH             | 1                   |                     |
| NiP                 | 3                   |                     |                     | NES                 | 2                   |                     |
| SDA                 | 5                   |                     |                     |                     |                     |                     |

 Cantone della Bosnia Centrale
| Liste                                                      | Voti    | %     | Seggi |
| ---------------------------------------------------------- | ------- | ----- | ----- |
| Partito d'Azione Democratica                               | 36.479  | 33,40 | 11    |
| HDZ - HSS - HKDU - HSP AS - HSP H-B                        | 29.596  | 27,10 | 9     |
| Partito Socialdemocratico di Bosnia ed Erzegovina          | 12.306  | 11,27 | 4     |
| Popolo e Giustizia                                         | 8.469   | 7,75  | 2     |
| Fronte Democratico - GS                                    | 6.827   | 6,25  | 2     |
| HDZ 1990 - HSP BIH                                         | 5.390   | 4,94  | 2     |
| Alleanza per un Futuro Migliore della Bosnia ed Erzegovina | 2.854   | 2,61  | -     |
| Partito per la Bosnia ed Erzegovina                        | 1.938   | 1,77  | -     |
| Naša Stranka                                               | 1.541   | 1,41  | -     |
| Altri (<1%)                                                | 3.817   | 3,49  | -     |
| Totale dei voti validi                                     | 109.217 | 92,82 | 30    |
| Schede bianche - nulle - rigettate                         | 8.442   | 7,18  |       |
| Totale dei voti                                            | 117.659 | 100   |       |

| Riepilogo dei seggi | Riepilogo dei seggi | Riepilogo dei seggi | Riepilogo dei seggi | Riepilogo dei seggi | Riepilogo dei seggi | Riepilogo dei seggi |
| ------------------- | ------------------- | ------------------- | ------------------- | ------------------- | ------------------- | ------------------- |
|                     |                     |                     |                     |                     |                     |                     |
| SDP                 | 4                   |                     |                     | DF                  | 2                   |                     |
| NiP                 | 2                   |                     |                     | HDZ                 | 9                   |                     |
| HDZ1990             | 2                   |                     |                     | SDA                 | 11                  |                     |

 Cantone dell'Erzegovina-Narenta
| Liste                                                      | Voti    | %     | Seggi |
| ---------------------------------------------------------- | ------- | ----- | ----- |
| HDZ - HSS - HKDU - HSP AS - HSP H-B                        | 33.597  | 32,61 | 11    |
| Partito d'Azione Democratica                               | 19.964  | 19,38 | 7     |
| HDZ 1990 - HSP BIH                                         | 10.365  | 10,06 | 3     |
| Partito Socialdemocratico di Bosnia ed Erzegovina          | 10.260  | 9,96  | 3     |
| Partito Repubblicano Croato                                | 7.499   | 7,28  | 2     |
| Fronte Democratico - GS                                    | 5.276   | 5,12  | 2     |
| NES                                                        | 4.512   | 4,38  | 1     |
| Popolo e Giustizia                                         | 3.518   | 3,41  | 1     |
| Partito per la Bosnia ed Erzegovina - PzP                  | 2.872   | 2,79  | -     |
| Restate qui - Insieme per la nostra Mostar                 | 1.673   | 1,62  | -     |
| Naša Stranka                                               | 1.553   | 1,51  | -     |
| Alleanza per un Futuro Migliore della Bosnia ed Erzegovina | 1.297   | 1,26  | -     |
| Altri (<1%)                                                | 652     | 0,64  | -     |
| Totale dei voti validi                                     | 103.038 | 94,46 | 30    |
| Schede bianche - nulle - rigettate                         | 6.041   | 5,54  |       |
| Totale dei voti                                            | 109.079 | 100   |       |

| Riepilogo dei seggi | Riepilogo dei seggi | Riepilogo dei seggi | Riepilogo dei seggi | Riepilogo dei seggi | Riepilogo dei seggi | Riepilogo dei seggi |
| ------------------- | ------------------- | ------------------- | ------------------- | ------------------- | ------------------- | ------------------- |
|                     |                     |                     |                     |                     |                     |                     |
| SDP                 | 3                   |                     |                     | DF                  | 2                   |                     |
| NiP                 | 1                   |                     |                     | NES                 | 1                   |                     |
| HRS                 | 2                   |                     |                     | HDZ                 | 11                  |                     |
| HDZ1990             | 3                   |                     |                     | SDA                 | 7                   |                     |

 Cantone dell'Erzegovina Occidentale
| Liste                              | Voti   | %     | Seggi |
| ---------------------------------- | ------ | ----- | ----- |
| HDZ - HSS - HKDU                   | 25.880 | 63,26 | 14    |
| HDZ 1990                           | 6.483  | 15,85 | 4     |
| Partito Repubblicano Croato        | 3.068  | 7,50  | 2     |
| HSP BIH                            | 1.971  | 4,82  | 1     |
| HSP AS                             | 1.713  | 4,19  | 1     |
| HSP HB                             | 1.430  | 3,50  | 1     |
| Altri (<1%)                        | 346    | 0.89  | -     |
| Totale dei voti validi             | 40.909 | 96,64 | 23    |
| Schede bianche - nulle - rigettate | 1.423  | 3,36  |       |
| Totale dei voti                    | 42.332 | 100   |       |

| Riepilogo dei seggi | Riepilogo dei seggi | Riepilogo dei seggi | Riepilogo dei seggi | Riepilogo dei seggi | Riepilogo dei seggi | Riepilogo dei seggi |
| ------------------- | ------------------- | ------------------- | ------------------- | ------------------- | ------------------- | ------------------- |
|                     |                     |                     |                     |                     |                     |                     |
| HRS                 | 2                   |                     |                     | HDZ                 | 14                  |                     |
| HDZ1990             | 4                   |                     |                     | HSP BiH             | 1                   |                     |
| HSP AS              | 1                   |                     |                     | HSP HB              | 1                   |                     |

 Cantone di Sarajevo
| Liste                                                      | Voti    | %     | Seggi |
| ---------------------------------------------------------- | ------- | ----- | ----- |
| Partito d'Azione Democratica                               | 39.208  | 18,26 | 7     |
| Popolo e Giustizia                                         | 39.146  | 18,23 | 7     |
| Partito Socialdemocratico di Bosnia ed Erzegovina          | 33.816  | 15,75 | 6     |
| Partito per la Bosnia ed Erzegovina                        | 27.617  | 12,86 | 5     |
| Naša Stranka                                               | 25.382  | 11,82 | 5     |
| Fronte Democratico - GS                                    | 19.488  | 9,07  | 4     |
| Per le Nuove Generazioni                                   | 8.194   | 3,82  | 1     |
| NES                                                        | 6.401   | 2,98  | -     |
| Alleanza per un Futuro Migliore della Bosnia ed Erzegovina | 5.587   | 2,60  | -     |
| Coalizione dello stato (PzP - NB)                          | 3.088   | 1,44  | -     |
| Altri (<1%)                                                | 6.844   | 3,19  | -     |
| Totale dei voti validi                                     | 214.771 | 94,16 | 35    |
| Schede bianche - nulle - rigettate                         | 13.312  | 5,84  |       |
| Totale dei voti                                            | 228.083 | 100   |       |

| Riepilogo dei seggi | Riepilogo dei seggi | Riepilogo dei seggi | Riepilogo dei seggi | Riepilogo dei seggi | Riepilogo dei seggi | Riepilogo dei seggi |
| ------------------- | ------------------- | ------------------- | ------------------- | ------------------- | ------------------- | ------------------- |
|                     |                     |                     |                     |                     |                     |                     |
| SDP                 | 6                   |                     |                     | NS                  | 5                   |                     |
| DF                  | 4                   |                     |                     | ZNG                 | 1                   |                     |
| SBiH                | 5                   |                     |                     | NiP                 | 7                   |                     |
| SDA                 | 7                   |                     |                     |                     |                     |                     |

Cantone 10
| Liste                                             | Voti   | %     | Seggi |
| ------------------------------------------------- | ------ | ----- | ----- |
| Cambiamento Nazionale Croato                      | 4.853  | 18,78 | 5     |
| Unione Democratica Croata di Bosnia ed Erzegovina | 4.496  | 17,40 | 5     |
| HDZ 1990                                          | 4.328  | 16,75 | 4     |
| Alleanza dei Socialdemocratici Indipendenti       | 2.070  | 8,01  | 2     |
| Lista Indipendente Croata                         | 1.876  | 7,26  | 2     |
| Partito d'Azione Democratica                      | 1.666  | 6,45  | 2     |
| Partito Socialdemocratico di Bosnia ed Erzegovina | 1.575  | 6,10  | 2     |
| Accordo Serbo                                     | 1.155  | 4,47  | 1     |
| Unità Serba                                       | 1.032  | 3,99  | 1     |
| Partito Repubblicano Croato                       | 903    | 3,50  | 1     |
| Lista Indipendente della Contea                   | 709    | 2,74  | -     |
| Lista Indipendente - Campane Croate               | 696    | 2,69  | -     |
| Partito Popolare del Lavoro per il Progresso      | 379    | 1,47  | -     |
| Altri (<1%)                                       | 98     | 0,38  | -     |
| Totale dei voti validi                            | 25.836 | 93,82 | 25    |
| Schede bianche - nulle - rigettate                | 1.703  | 6,18  |       |
| Totale dei voti                                   | 27.539 | 100   |       |

| Riepilogo dei seggi | Riepilogo dei seggi | Riepilogo dei seggi | Riepilogo dei seggi | Riepilogo dei seggi | Riepilogo dei seggi | Riepilogo dei seggi |
| ------------------- | ------------------- | ------------------- | ------------------- | ------------------- | ------------------- | ------------------- |
|                     |                     |                     |                     |                     |                     |                     |
| SDP                 | 2                   |                     |                     | SNSD/СНСД           | 2                   |                     |
| SS/СС               | 1                   |                     |                     | HNP                 | 5                   |                     |
| SJ/СЈ               | 1                   |                     |                     | HRS                 | 1                   |                     |
| HDZ                 | 5                   |                     |                     | HDZ1990             | 4                   |                     |
| HNL                 | 2                   |                     |                     | SDA                 | 2                   |                     |

## Elezioni nella Repubblica Serba di Bosnia ed Erzegovina

### Presidenziali
| Candidati                       | Partiti                                     | Voti    | %     |
| ------------------------------- | ------------------------------------------- | ------- | ----- |
| Milorad Dodik                   | Alleanza dei Socialdemocratici Indipendenti | 300 180 | 47,06 |
| Jelena Trivić                   | PDP                                         | 273 245 | 42,84 |
| Ćamil Duraković                 | Indipendente                                | 13 760  | 2,16  |
| Senad Bratić                    | Movimento dello Stato (SDA)                 | 13 680  | 2,14  |
| Jusuf Arifagić                  | Per lo Stato di Bosnia ed Erzegovina        | 10 467  | 1,64  |
| Radislav Jovičević              | Alleanza Popolare Democratica               | 5 678   | 0,89  |
| Dehan Pejić                     | Partito Liberale                            | 2 206   | 0,35  |
| Neđo Đurić                      | Partito Socialista della Srpska             | 2 118   | 0,33  |
| Davor Pranjić                   | HDZ - HSS - HKDU - HSP-HNS                  | 1 966   | 0,31  |
| Ivan Begić                      | Indipendente                                | 1 854   | 0,29  |
| Zoran Kalinić                   | La nostra Storia Republika Srpska           | 1 269   | 0,20  |
| Ilić Miroslav                   | Indipendente                                | 1 261   | 0,20  |
| Vladimir Bijelić                | Partito Vita                                | 1 193   | 0,19  |
| Ivanović Dalibor                | Indipendente                                | 1 099   | 0,17  |
| Altri <1000 voti (17 candidati) | -                                           | 7 847   | 1,23  |
| Totale                          | Totale                                      | 637 823 | 100   |

### Parlamentari
| Liste                                       | Voti    | %     | Seggi |
| ------------------------------------------- | ------- | ----- | ----- |
| Alleanza dei Socialdemocratici Indipendenti | 221.549 | 34,64 | 29    |
| Partito Democratico Serbo                   | 95.640  | 14,95 | 13    |
| Partito del Progresso Democratico           | 65.861  | 10,30 | 8     |
| Partito Socialista                          | 37.881  | 5,92  | 5     |
| Movimento per lo Stato                      | 36.652  | 5,73  | 5     |
| Unione Democratica                          | 34.896  | 5,46  | 5     |
| Srpska Unita                                | 32.696  | 5,11  | 4     |
| Per la Giustizia e l’Ordine                 | 31.551  | 4,93  | 4     |
| Alleanza Popolare Democratica               | 28.503  | 4,46  | 4     |
| Partito Popolare della Srpska               | 20.898  | 3,27  | 3     |
| Partito Socialista della Srpska             | 19.893  | 3,11  | 3     |
| Per lo Stato di Bosnia ed Erzegovina        | 4.320   | 0,68  | -     |
| Movimento popolare della Potkozara          | 2.825   | 0,44  | -     |
| Partito della Vita                          | 866     | 0,14  | -     |
| HDZ - HSS - HKDU - HSP AS - HSP H-B         | 852     | 0,13  | -     |
| La nostra Storia Republika Srpska           | 783     | 0,12  | -     |
| Centro Democratico della Republika Srpska   | 746     | 0,12  | -     |
| Partito Bosniaco                            | 451     | 0,07  | -     |
| Alleanza per una Srpska Democratica         | 431     | 0,07  | -     |
| Partito dei Pensionati Uniti                | 399     | 0,06  | -     |
| Partito dei Contadini                       | 309     | 0,05  | -     |
| Partito Srpska Avanzata                     | 304     | 0,05  | -     |
| Alleanza per una Nuova Politica             | 271     | 0,04  | -     |
| Partito Libero della Srpska                 | 177     | 0,03  | -     |
| Partito Ecologista della Republika Srpska   | 172     | 0,03  | -     |
| Partito dei Lavoratori                      | 170     | 0,03  | -     |
| Socialdemocratici Nativi                    | 153     | 0,02  | -     |
| Partito Patriottico                         | 97      | 0,02  | -     |
| Nuova Era                                   | 97      | 0,02  | -     |
| Partito Repubblicano della Srpska           | 88      | 0,01  | -     |
| Partito dell'Attività Democratica           | 77      | 0,01  | -     |
| Totale dei voti validi                      | 639.608 | 94,48 | 83    |
| Schede bianche - nulle - rigettate          | 37.374  | 5,52  |       |
| Totale dei voti                             | 676.982 | 100   |       |

| Riepilogo dei seggi | Riepilogo dei seggi | Riepilogo dei seggi | Riepilogo dei seggi | Riepilogo dei seggi | Riepilogo dei seggi | Riepilogo dei seggi |
| ------------------- | ------------------- | ------------------- | ------------------- | ------------------- | ------------------- | ------------------- |
|                     |                     |                     |                     |                     |                     |                     |
| SNSD/СНСД           | 29                  |                     |                     | SP/СП               | 5                   |                     |
| SPS/СПС             | 3                   |                     |                     | PDP/ПДП             | 8                   |                     |
| PZD/ПЗД             | 5                   |                     |                     | ZPR/ЗПР             | 4                   |                     |
| NPS/НПС             | 3                   |                     |                     | DEMOS/ДЕМОС         | 5                   |                     |
| SDS/СДС             | 13                  |                     |                     | DNS/ДНС             | 4                   |                     |
| US/YC               | 4                   |                     |                     |                     |                     |                     |